# Lijst van nummer 1-hits in Italië in 1994
Deze hits stonden in 1994 op nummer 1 in de Hit Parade Italia, de bekendste hitlijst in Italië.
| Datum        | Artiest                          | Titel                    |
| ------------ | -------------------------------- | ------------------------ |
| 1 januari    | Jovanotti                        | Penso positivo           |
| 8 januari    | Jovanotti                        | Penso positivo           |
| 15 januari   | Jovanotti                        | Penso positivo           |
| 22 januari   | Jovanotti                        | Penso positivo           |
| 29 januari   | Bryan Adams, Sting & Rod Stewart | All for Love             |
| 5 februari   | Corona                           | The Rhythm of the Night  |
| 12 februari  | Corona                           | The Rhythm of the Night  |
| 19 februari  | Corona                           | The Rhythm of the Night  |
| 26 februari  | Corona                           | The Rhythm of the Night  |
| 5 maart      | Corona                           | The Rhythm of the Night  |
| 12 maart     | Corona                           | The Rhythm of the Night  |
| 19 maart     | Corona                           | The Rhythm of the Night  |
| 26 maart     | Corona                           | The Rhythm of the Night  |
| 2 april      | Jovanotti                        | Serenata rap             |
| 9 april      | Jovanotti                        | Serenata rap             |
| 16 april     | Jovanotti                        | Serenata rap             |
| 23 april     | Bruce Springsteen                | Streets of Philadelphia  |
| 30 april     | Bruce Springsteen                | Streets of Philadelphia  |
| 7 mei        | Madonna                          | I'll Remember            |
| 14 mei       | Bruce Springsteen                | Streets of Philadelphia  |
| 21 mei       | Mo-Do                            | Eins, Zwei, Polizei      |
| 28 mei       | Mo-Do                            | Eins, Zwei, Polizei      |
| 4 juni       | Molella                          | Change                   |
| 11 juni      | Molella                          | Change                   |
| 18 juni      | Fiorello & Caterina              | Il cielo                 |
| 25 juni      | Fiorello & Caterina              | Il cielo                 |
| 2 juli       | La Bouche                        | Sweet dreams (Ola ola e) |
| 9 juli       | La Bouche                        | Sweet dreams (Ola ola e) |
| 16 juli      | La Bouche                        | Sweet dreams (Ola ola e) |
| 23 juli      | La Bouche                        | Sweet dreams (Ola ola e) |
| 30 juli      | Fiorello & Caterina              | Il cielo                 |
| 6 augustus   | Marie-Claire D'Ubaldo            | The Rhythm Is Magic      |
| 13 augustus  | Marie-Claire D'Ubaldo            | The Rhythm Is Magic      |
| 20 augustus  | Marie-Claire D'Ubaldo            | The Rhythm Is Magic      |
| 27 augustus  | Marie-Claire D'Ubaldo            | The Rhythm Is Magic      |
| 3 september  | Youssou N'Dour & Neneh Cherry    | 7 Seconds                |
| 10 september | Youssou N'Dour & Neneh Cherry    | 7 Seconds                |
| 17 september | Youssou N'Dour & Neneh Cherry    | 7 Seconds                |
| 24 september | Youssou N'Dour & Neneh Cherry    | 7 Seconds                |
| 1 oktober    | Youssou N'Dour & Neneh Cherry    | 7 Seconds                |
| 8 oktober    | Youssou N'Dour & Neneh Cherry    | 7 Seconds                |
| 15 oktober   | Youssou N'Dour & Neneh Cherry    | 7 Seconds                |
| 22 oktober   | Youssou N'Dour & Neneh Cherry    | 7 Seconds                |
| 29 oktober   | Youssou N'Dour & Neneh Cherry    | 7 Seconds                |
| 5 november   | Whigfield                        | Saturday Night           |
| 12 november  | 20 Fingers                       | Short Dick Man           |
| 19 november  | Digital Boy & Asia               | The Mountain of King     |
| 26 november  | Digital Boy & Asia               | The Mountain of King     |
| 3 december   | Digital Boy & Asia               | The Mountain of King     |
| 10 december  | Ice MC                           | It's a Rainy Day         |
| 17 december  | Da Blitz                         | Stay with Me             |
| 24 december  | Kina                             | Strange Love             |
| 31 december  | Kina                             | Strange Love             |